# Khu di tích Đỗ Động Giang
Khu di tích Đỗ Động Giang là một căn cứ quân sự từ thời 12 sứ quân giữa thế kỷ X trong lịch sử Việt Nam, do vị thủ lĩnh chiếm đóng tại đây là Đỗ Cảnh Thạc xây dựng. Những dấu tích hiện nay còn lại ở thành Quèn, đồn Bảo Đà và các đình, đền thờ vị thủ lĩnh này ở khu vực tây nam Hà Nội được hậu thế ghi nhận và tôn vinh.

## Lịch sử
Năm 944, Khi Dương Tam Kha cướp ngôi nhà Ngô, nhiều tướng lĩnh triều đình và thủ lĩnh địa phương không khuất phục, nổi dậy xưng vương, xưng bá. Đỗ Cảnh Thạc ban đầu theo Dương Tam Kha sau tới năm 950 theo Ngô Xương Văn lật đổ họ Dương để lập ra chính quyền Hậu Ngô Vương. Năm 965 Ngô Xương Văn đánh dẹp Loạn hai thôn Đường, Nguyễn bị chết, Đỗ Cảnh Thạc cùng với Dương Huy, Lã Xử Bình, Kiều Công Hãn tranh ngôi vua. Trong cuộc chiến này phe Lã Xử Bình thắng thế, chiếm được Cổ Loa. Đỗ Cảnh Thạc kéo quân ra ngoài, chiếm giữ vùng Đỗ Động Giang, đắp thành Quèn và đồn Bảo Đà (khu vực các xã Bình Minh, Kiều Phú, Thanh Oai của Hà Nội ngày nay) để cát cứ, trở thành một sứ quân rất mạnh, tự xưng Đỗ Cảnh Công. Là một thế lực mạnh trong 12 Sứ quân, Đỗ Cảnh Thạc nhiều lần đẩy lùi cuộc tấn công của các Sứ quân khác, đặc biệt là Sứ quân Lã Đường.
Đỗ Cảnh Thạc chiếm đóng và lập ấp tại căn cứ Đỗ Động Giang, mở mang và cai quản một vùng rộng lớn phía Tây Nam Hà Nội ngày nay. Sau hơn một năm giao tranh, ông bị lực lượng của Đinh Bộ Lĩnh đánh dẹp năm 967. Trong bối cảnh đất nước rơi vào tình trạng vô chủ, việc tướng Đỗ Cảnh Thạc có thế lực quân sự mạnh, thiết lập chính quyền và duy trì trật tự tại Đỗ Động Giang để nhân dân có thể sống yên bình trong vùng đất của họ là điều cần thiết và thuận lòng dân, dù việc này không có tính toàn cục và chỉ diễn ra trong một thời đoạn ngắn, điều đó lý giải vì sao ông vẫn được nhân dân trong vùng chiếm đóng lập đền thờ.
Chiếm cứ địa bàn rộng lớn thuộc vùng chuyển tiếp giữa đồng bằng và miền núi, Đỗ Cảnh Thạc lập hành cung gồm 72 trại sở, tu tạo thuyền chiến, tích trữ lương thảo, binh sĩ ngày đêm luyện tập. Với vị trí chiến lược trọng yếu của căn cứ quân sự Đỗ Động Giang, vị Chủ nhân của ngôi thành đã chống cự với sức mạnh chinh phạt của quân binh  Hoa Lư suốt 2 năm, Thành Quèn mới chịu thất thủ. Tuy nhiên, căn cứ quân sự đồn Bảo Đà của vị tướng quân này tại Thanh Oai sau này vẫn được quân Minh sử dụng trong cuộc chiến chống phong trào khởi nghĩa Lam Sơn vào cuối năm 1426.

## Tổng quan
Đỗ Động Giang theo Cương Mục chú:
"Sông Đỗ Động phát nguyên từ cáí đầm lớn ở xã Đào Viên thuộc huyện Thanh Oai, chảy qua các xã Sinh Quả, Úc Lý, đi khuất khúc đến xã Thượng Cung, huyện Thượng Phúc thì hợp với sông Nhuệ" (CMTB5, 29b)".
Ngô Thì Sĩ ghi thêm: "Nay ở làng Bảo Đà, huyện Thanh Oai còn vết cũ của thành sứ quân" (Việt Sử Tiêu Án). Đỗ Động Giang là phần đất vào khoảng huyện Thanh Oai, Quốc Oai của Hà Nội ngày nay.
Theo một lý giải khác của các nhà nghiên cứu lịch sử, Đỗ Động Giang là sông của vùng người họ Đỗ. Vùng đất Ba La, Hà Đông ngày nay cách căn cứ đồn Bảo Đà 6 km được xem là đất tổ của họ Đỗ Đậu Việt Nam. Khu mộ tổ họ Đỗ (Đậu) Việt Nam gồm: Gò Thiềm Thừ (còn gọi là Gò Ba La) thuộc tổ 6, phường Phú La cùng với mộ cụ Đỗ Quý Thị tại tổ 8, phường Phú La có từ rất lâu đời, là nơi yên nghỉ của các cụ Tổ họ Đỗ (Đậu) Việt Nam cùng 8 vị Bát Bộ Kim Cương.

## Thành Quèn
Thành Quèn là trung tâm căn cứ chiếm đóng của sứ quân Đỗ Cảnh Thạc. Thành Quèn hay trại Quyền thuộc xã Kiều Phú, Hà Nội ngày nay. Theo vết tích còn lại, thành hình vuông mỗi cạnh 170m, cao từ 1m50 đến 2m, chân rộng 9,50m, bốn góc thành có 4 u đất, bên ngoài đắp lượn tròn. Ở giữa thành có khu đất cao hình chữ nhật mỗi bề 23m và 20m, được gọi là ruộng cột cờ. Thành nằm sâu bên bờ sông Con, còn gọi là sông Tích, hay sông Đỗ Động, bốn mặt đều có cửa. Dưới chân thành ở độ sâu từ 0,4 – 0,6m có một lớp di vật độ dày tới 1m bao gồm gạch ngói, ngói bản, ngói ống và những mảnh nồi, vò đất nung. Tất cả đều mang đậm nét văn hóa Hán của thời Bắc thuộc. Những di vật này cho biết nơi đây đã từng là một trung tâm quân sự, người xưa đã xây thành đắp lũy ở đây.
Về việc dựng thành, tương truyền một lần Đỗ Cảnh Thạc đi qua trang Lạp Hạ, huyện Ninh Sơn, phủ Quốc Oai, đạo Sơn Tây thấy ở phía Tây có một trại nhỏ là trại Quèn, núi vòng phía sau, sông ôm phía trước. Núi sông bao bọc như thế rồng chầu hổ phục, núi không cao mà đất bằng phẳng, nước trong xanh, nguồn mạch dồi dào. Ông liền chọn làm nơi dựng thành. Bốn bề thành là đầm nước, lau sậy um tùm, phải có thuyền độc mộc mới ra vào được.
Khi điền dã ở Cổ Hiền, các nhà nghiên cứu phát hiện tên các địa danh như: Ruộng Đồi Ngục, Cột Cờ, Thung đầu cầu, gò voi, gò ngựa, gò đống thịt, kho lương... giúp hình dung được nơi treo cờ, việc xử lý hình ngục nghiêm minh, cách bố phòng quy củ của vị sứ quân thao lược. Đặc biệt, khi đào móng nhà, người dân còn thấy những dấu vết cổ xưa như vết tích một con kênh đào vát xuống hình chữ V rộng khoảng 8 m nối ra sông như một bến thuyền,lại thấy một cái giếng cổ đá ong trong  mát. Dựa trên cơ sở những dấu tích còn lại của thành Quèn như 4 góc tường thành theo 4 hướng Đông Tây Nam Bắc còn lại 4 ụ đất mỗi góc có một miếu thờ các vị võ tướng  trấn giữ thành Quèn. Từ  dấu tích thành xưa, các nhà khoa học đo đạc và dựng  bản đồ hình thế ngôi thành hình vuông mỗi  chiều dài 170 m rộng 9,5 m cao gần 2 m. Tường  được xây lượn vòng ở 4 góc. Thành không cần đào ngoại hào vì con sông Tích vừa sâu vừa rộng đã là một con hào thiên nhiên hiểm trở bao quanh. Mặt phía Đông không có sông nhưng chính những địa danh Cửa Hang,  Nẻ Dong đã cho thấy  một  khu đầm lầy nối liền với cả hậu phương  rộng lớn của sứ quân họ Đỗ kéo dài tới  huyện Thanh Oai
Sứ quân Đỗ Cảnh Thạc là một sứ quân mạnh, có cung thành chắc chắn và hào sâu bao quanh. Theo thần phả Độc nhĩ đại vương ở Thanh Oai, Đỗ Cảnh Thạc là người trí dũng mưu lược, Đinh Bộ Lĩnh phải bàn mưu tính kế mà đánh. Ban đêm, Đinh Bộ Lĩnh cho quân bao vây 4 mặt thành và tiến đánh bất ngờ vào Trại Quyền. Bấy giờ Đỗ Cảnh Thạc đang ở đồn Bảo Đà, quân tướng không ứng cứu được nhau, bị mất cả thành luỹ, đồn trại, lương thực bèn bỏ thành chạy. Hai bên giao tranh hơn một năm sau, Đinh Bộ Lĩnh hạ được thành. Đỗ Cảnh Thạc tháo chạy và bị trúng tên chết ở chân núi Sài Sơn. Đó là năm 967. Năm sau, Đinh Bộ Lĩnh dẹp hết các sứ quân lên làm hoàng đế, tức là vua Đinh Tiên Hoàng. Có ý kiến lại cho rằng Đỗ Cảnh Thạc bị chết trên đường tháo chạy về Trung Quốc tại núi Đồng Lĩnh thuộc Lạng Sơn ngày nay.
Tháng 2/2023 Đại học Khoa học Xã hội & Nhân văn và Bảo tàng Hà Nội đã tiến hành khai quật tại Thành Quèn và kết luận nơi này "có tính chất cư trú thời Đông Hán thế kỷ 1-3" với nhiều di vật bằng đất nung, đồ gốm tương tự Luy Lâu (Bắc Ninh). Điều này gợi mở nhiều nghiên cứu tiếp theo về khu vực Ba Vì - Sơn Tây - Thạch Thất - Quốc Oai - Phúc Thọ. Theo nhà nghiên cứu Đinh Văn Nhật với 17 bài viết trên Tạp chí Nghiên cứu Lịch sử từ năm 1973 -1990  thì đây có thể là Kinh đô Mê Linh thực sự, ở phía nam sông Hồng chứ không phải huyện Mê Linh ngày nay ở phía bắc (mới có tên từ năm 1977). Các địa danh ở đây bao gồm căn cứ Cấm Khê (Kim Khê, Suối Vàng) chảy từ núi Vua Bà về Làng Hạ Lôi - Kẻ Lói, xã Hạ Bằng, Thạch Thất. Còn Miếu Mèn thờ Bà Man Thiện - mẹ Hai Bà Trưng ở Ba Vì và Đền Hát Môn nơi Hai Bà tuẫn tiết ở Phúc Thọ.

## Đồn Bảo Đà
Căn cứ quân sự quan trọng thứ hai nữa của tướng quân Đỗ Cảnh Thạch nằm cách trại Quèn khoảng 20 km theo đường chim bay là đồn Bảo Đà (nay thuộc thôn Bình Đà, xã Bình Minh, Hà Nội). Suốt từ trại Quèn xuống đến Thiên Phúc, Bảo Đà ở Thanh Oai đều thuộc quyền Đỗ Cảnh Thạc cai quản. Bình Đà nằm ở thượng nguồn sông Đỗ Động, con sông nổi tiếng một thời. Khi sông Đáy qua Thanh Oai đến vùng Cao Bộ, Đồng Dương thì chia nước cho sông Đỗ Động. Theo bản đồ địa dư chí thời Đồng Khánh (1886-1888), thì sông Đỗ Động vùng Cao Bộ - Đồng Dương, chảy về Huyền Kỳ, lượn xuống Thạch Bích, Kỳ Thủy, rồi chạy vào đất Bảo Đà, phía Nam khu vực Ba Gò theo giữa Thôn Chợ, Ninh Dương, qua đường 22 (khoảng giữa phố Bình Đà, đường đi vào Thôn Chằm hiện nay), sông ngoặt chảy ngược sau chùa âm, ngang qua Thôn Thượng lượn chếch lên xóm Quyếch, Thôn Chua, mềm mại vòng qua Liên Hoa tạo nên con xoáy phía đầu oải (bên bờ sông hiện nay còn cây trôi- ước trên ngàn năm tuổi), xuống thôn Sinh Quả đến đống Tu, chùa Bối, xuống Ốc Lý và Chi Chỉ, rồi nhập vào sông Nhuệ.
Ở đồn Bảo Đà xưa, nay thuộc thôn Bình Đà, xã Bình Minh còn miếu thờ Đỗ Cảnh Thạc, gần đó còn cây Trôi di sản hơn 1000 năm tuổi do ông trồng. Đến nay trong làng Bình Đà chỉ còn duy nhất một cây trôi có dáng rất đẹp, vẫn xanh tốt, đứng sừng sững, hiên nganh giữa cánh đồng, nằm bên sông Đỗ Động Giang. Đây là cây Trôi tán xòe rộng, đường kính khoảng 15m. Chu vi gốc cây khoảng 8m và phải 6 người ôm mới hết. Năm 2016, cây trôi này được công nhận là Cây di sản Việt Nam. Điều đặc biệt là ở khu vực Đỗ Động Giang có 3 cây trôi ở Bình Đà, cây trôi Sài Khê - Sài Sơn và cây trôi Ngô Sài - Thị trấn Quốc Oai đều có tuổi đời hơn 1000 năm và được cho là do sứ quân Đỗ Cảnh Thạc trồng.
Nơi đầu oải, quán tứ có miếu thờ cụ Đỗ Cảnh Thạc - là một thủ lĩnh của một trong 12 sứ quân. Hiện nay cây trôi vẫn còn nhưng miếu thờ được thay thế là trạm biến thế điện của xã Bình Minh. Ở Thanh Oai còn đình Văn Quán thuộc xã Đỗ Động cũng phối thờ Đỗ Cảnh Thạc cùng Lão Tử. Sau khi thống nhất 12 sứ quân, thống nhất lãnh thổ lập lên nhà nước Đại Cồ Việt, khu vực Đỗ Động Giang thuộc về Đạo Quốc Oai, một trong 10 đạo, là các đơn vị hành chính Việt Nam dưới thời Đinh.

## Đình Cổ Hiền
Đình Cổ Hiền nằm  trên địa bàn trung tâm khu dân cư, tọa trên khu đất gò cao ráo ở xã Kiều Phú, Hà Nội. Đình nằm ở gần sông Tích, được coi là vị trí trung tâm thành Quèn xưa của Đỗ Tướng Công. Đình là nơi thờ thành hoàng làng Độc Nhĩ Vương Đỗ Cảnh Thạc, vị tướng nhà Ngô và một lãnh đạo nổi tiếng thời 12 sứ quân. Bốn ngôi miếu xung quanh đình Cổ Hiền là nơi thờ tự của bốn tướng giỏi dưới trướng của Đỗ Cảnh Thạc.
Theo truyền thuyết địa phương, Đỗ Cảnh Thạc là một vị tướng có tài, ngoài những chiến công hiển hách, ông còn là người giúp nhân dân trong "Nông – Trang – Canh – Cửi" nên khi mất được người dân trong lãnh địa suy tôn là thành hoàng làng. Làng Cổ Hiền còn lưu giữ nhiều truyền thuyết gắn liền với những kỳ tích của một sứ quân xây dựng đồn ấp, bảo  vệ dân làng chống giặc dã, chống trộm cướp,  tổ chức  sản xuất và phát triển kinh tế  trong thời kỳ người dân nước Việt gặp loạn 12 sứ quân.
Sau hơn 2 năm tổ chức thi công xây dựng, công trình tu bổ, tôn tạo Đình Cổ Hiền, xã Tuyết Nghĩa, huyện Quốc Oai đã hoàn thành. Sáng ngày 17/4/2016, Lễ khánh thành di tích lịch sử văn hóa Đình Cổ Hiền đã được tổ chức long trọng. Đình Cổ Hiền tọa lạc trên nền đất của lỵ sở cổ xưa, nhưng cao ráo, rộng rãi, thoáng mát, khang trang, uy nghi và bề thế hơn. Nằm bên bờ sông Tích hiền hòa, trải qua hàng trăm năm, đình làng Cổ Hiền, xã Tuyết Nghĩa như là một nhân chứng, chứng kiến bao thăng trầm của vùng đất Cổ Hiền. Dưới mái đình làng, những truyền thống văn hóa, bản sắc quý báu của một vùng địa linh nhân kiệt được người dân Cổ Hiền bảo tồn, gìn giữ và lưu truyền từ đời này sang đời khác.

## Đình Ngô Sài
Đình Ngô Sài ở xã Quốc Oai cũng thờ Đỗ Cảnh Thạc, tương truyền khu vực núi Hoàng Xá này là nơi diễn ra trận chiến quyết định với lực lượng Hoa Lư khiến ông bị trúng tên rồi tháo chạy đến chân núi Sài Sơn thì mất. Núi Hoàng Xá còn được gọi là núi Tượng Linh (hình voi phủ phục) hay núi Ba Ngai (3 ngọn núi hình 3 chiếc ngai) nằm ở địa phận thôn Hoàng Xá (còn gọi là thôn Đình Tổ), tiếp giáp các thôn Du Nghệ và Hoa Vôi của thị trấn Quốc Oai. Tại khu vực núi và động Hoàng Xá, từng xảy ra nhiều trận đánh lớn trong đó có trận sứ quân Đỗ Cảnh Thạc chiến đấu với quân Đinh Bộ Lĩnh.
Về Thành hoàng Đỗ Cảnh Thạc, theo bản phụng sao Thần tích – Thần sắc của Lý trưởng Nguyễn Văn Kính, làng Ngô Sài, tổng Hoàng Xá, phủ Quốc Oai, tỉnh Sơn  Tây (trước đấy, là trang Ngô Tề, huyện Ninh Sơn, trấn Sơn Tây) năm 1938 cho biết: Đương cảnh Thành hoàng Thạc đức Linh uy Anh vũ Đỗ Vãng Vị Đại vương. Vào thời Tấn, thời Nam Tấn vương nhà Ngô, có một gia đình người Quảng Đông, bố là Đỗ Gia Bình, mẹ là Hồ Thị Tinh, ngày 13 tháng 11 sinh được một người con trai, đặt tên là Đỗ Thạc. Khi Đỗ Thạc lớn lên thì làm Nha tướng cho Nam Tấn vương Ngô  Xương Văn, được tặng cho hiệu là Cảnh công. Khi quần hùng khởi loạn, thì ông được phân làm Sứ quân một vùng Quốc Oai, Thạch Thất, Sơn Tây. Đến ngày 12 tháng 5, ông không bệnh gì mà mất. Sau khi mất, ông rất hiển linh, có tất thảy 21 trang, xã thờ phụng ông. Khi ông làm Sứ quân vùng này, nhân dân được thái bình, chấn hưng kinh tế, mở mang làng xã, giáo hóa nhân dân. Do công lao đó, khi ông qua đời, nhân dân Ngô Sài đã lập miếu thờ phụng mãi mãi, gọi vị Thần  hoàng với danh xưng nôm na là Vua Ông.

## Quán Tam Xã và các đình thờ
Đỗ Cảnh Thạc còn được thờ ở nhiều di tích thuộc xã Quốc Oai (Hà Nội) như đền Tam Xã thuộc sở hữu chung của người dân 3 xã Sài Khê, Thụy Khê và Đa Phúc xưa. 3 xã xưa nay là 3 làng thuộc xã Quốc Oai vẫn tồn tại 3 đình riêng thờ vị sứ quân này là: đình Sài Khê, đình Thụy Khê, đình Đa Phúc.
Đền Tam Xã còn được gọi là quán Tam Xã, đền Trình hay đền thờ Đỗ tướng công tọa lạc trên một khu đất bằng phẳng, thoáng đãng, rộng khoảng 900m2 thuộc thôn Sài Khê, trung tâm xã Sài Sơn. Xưa dân 3 làng Sài Khê, Thụy Khê, Đa Phúc là 3 xã cùng chung một đền thờ. Nay tam xã hợp nhất vào Sài Sơn nhưng mỗi làng đều xây dựng một ngôi đình để thờ vọng Đỗ tướng công. Vị trí xã Sài Sơn tương truyền là nơi sứ quân Cảnh Thạc hóa. Theo Thần tích Ngô Quyền, Thần phả Đỗ Tướng Công và lưu truyền trong dân gian thì đền thờ tại xã Sài Sơn được lập ngay trên mộ phần của Tướng quân Đỗ Cảnh Thạc. Năm 980, Lê Đại Hành vừa lên ngôi Vua đã cấp tiền, vàng cho nhân dân địa phương xây dựng đền thờ Đỗ Tướng Công nguy nga lộng lẫy để cho xứng đáng với công lao giúp nước, dạy dân của Ngài. Trong khuôn viên di tích còn có một cây đa cổ thụ nằm ở góc bên phải phía sau góc nhà Hậu cung. Dưới gốc đa có một miếu thờ, tương truyền là miếu thờ bà bán hàng nước (người có công trông nom phần mộ Đỗ Tướng Công). Quán Tam Xã đã được UBND tỉnh Hà Tây cấp bằng chứng nhận Di tích lịch sử - văn hóa năm 2002. Từ trung tâm thành phố đến di tích khoảng trên dưới 20 km theo 2 lối đi: một là theo lối Hà Đông, hoặc theo Đại lộ Thăng Long đều rất thuận tiện. Di tích nằm sát đường liên huyện, gần với quần thể di tích – danh lam Chùa Thầy của xã Sài Sơn.
Ngoài ra, di tích chùa Bối Am cũng phản ánh cuộc đời của vị sứ quân này. Theo truyền thuyết binh lính của sứ quân Lã Đường khi tấn công căn cứ Đỗ Động Giang đã bị vây hãm trong hang núi này.